# متيم أسود الجناحين
المُتَيَّم أسود الجناحين أو ببغاء الحب أسود الجناحين أو المتيم الحبشي (الاسم العلمي: Agapornis taranta)، هو طائر أخضر اللون يتبع فصيلة ببغاوات العالم القديم، وهو أكبر أنواع جنس المُتَيَّم. أعطانها الأصيلة إرتريا وإثيوبيا.